# هرمان هلریگل
هرمان هلریگل (آلمانی: Hermann Hellriegel؛ ۲۱ اکتبر ۱۸۳۱ – ۲۴ سپتامبر ۱۸۹۵) یک شیمی‌دان و نویسنده اهل آلمان بود.